# フォックストロット (ジェネシスのアルバム)
『フォックストロット』（Foxtrot）は、1972年にリリースされたジェネシスの4作目のスタジオ・アルバム。「フォックストロット」とは社交ダンスの一種だが、ジャケットにはシャレでキツネ (Fox)の絵が使われている。
ジェネシスは本作で初めて全英アルバムチャートのトップ100入りを果たし、最高12位に達した。
スティーヴ・ハケットは、1996年に発表したアルバム『ジェネシス・リヴィジテッド』に、本作収録曲「ウォッチャー・オブ・ザ・スカイズ」のセルフ・カヴァーを収録した。

## 収録曲
全曲ともピーター・ガブリエル、スティーヴ・ハケット、トニー・バンクス、マイク・ラザフォード、フィル・コリンズの共作。5.はインストゥルメンタル。
1. 「ウォッチャー・オブ・ザ・スカイズ」 - "Watcher of the Skies" – 7:23
2. 「タイム・テーブル」 - "Time Table" – 4:46
3. 「ゲッテム・アウト・バイ・フライデイ」 - "Get'em Out by Friday" – 8:35
4. 「キャン-ユーティリティ・アンド・ザ・コーストライナーズ」 - "Can-Utility and the Coastliners" – 5:44
5. 「ホライズンズ」 - "Horizons" – 1:41
6. 「サパーズ・レディ」 - "Supper's Ready" – 23:05

## 参加ミュージシャン
- ピーター・ガブリエル - ボーカル、フルート、オーボエ、パーカッション
- スティーヴ・ハケット - ギター、12弦ギター
- トニー・バンクス - オルガン、メロトロン、ピアノ、エレクトリックピアノ、12弦ギター、バッキング・ボーカル
- マイク・ラザフォード - ベース、ベース・ペダル、12弦ギター、チェロ
- フィル・コリンズ - ドラムス、パーカッション、バッキング・ボーカル